# S.A.B. Aerospace
S.A.B. Aerospace je firma se sídlem v Brně zaměřující se na kosmický průmysl. V roce 2014 se S.A.B. Aerospace s.r.o. oddělila od italské společnosti S.A.B. Aerospace srl. jako samostatná divize.

## Produkce
S.A.B. Aerospace se podílí na velké části poměrně významných misí organizovaných Evropskou kosmickou agenturou. Vyráběla například část testovacího modulu mise ExoMars 2020 (odloženého na pozdější roky). Dále měla významnou účast na raketě Ariane 6, přípravě experimentů na ISS, sondách PLATO pro hledání exoplanet a Space Rider.
Významným úspěchem[zdroj?] je výroba dispenseru – speciální konstrukce pro lehkou raketu Vega. Ta může díky němu najednou vynést do kosmu místo 4 až 16 satelitů. Dispenser váží 260 kg a skládá se z panelů uhlíku a hliníku. Unese 1,5 tuny nákladu a umožňuje postupné vypouštění jednotlivých družic v rozmezí až 105 minut.
V roce 2018 si otevřela v Brně novou dílnu – integrační halu třídy ISO 8 o rozloze 700 m2 na montování kosmických plavidel.